# Energy (album)
Pour les articles homonymes, voir Energy.
Energy est le seul album réalisé par le groupe de ska punk Operation Ivy. Il est reconnu comme un des plus grands disques de ska-core. Energy a connu deux sorties.  L'édition originale de 1989 contenait 19 titres (les 19 premiers du CD).  La réédition CD de 1991 contient des titres additionnels issus de l'EP EP Hectic et de la compilationTurn It Around. En 2004,Hellcat Records a réédité en 33T l'album original de 19 titres sous forme de picture disc.

## Titres
Album original
1. Knowledge – 1:40
2. Sound System – 2:14
3. Jaded – 1:49
4. Take Warning – 2:44
5. The Crowd – 2:10
6. Bombshell – 1:01
7. Unity – 2:13
8. Vulnerability – 1:58
9. Bankshot – 1:30
10. One of These Days – 1:05
11. Gonna Find You – 1:52
12. Bad Town – 2:32
13. Smiling – 1:44
14. Caution – 1:23
15. Freeze Up – 2:19
16. Artificial Life – 2:03
17. Room Without a Window – 1:31
18. Big City – 2:14
19. Missionary – 2:05
20. Junkie's Runnin' Dry – 2:03
21. Here We Go Again – 2:04
22. Hoboken – 1:10
23. Yellin' in my Ear – 1:31
24. Sleep Long – 2:06
25. Healthy Body – 1:40
26. Officer – 1:55
27. I Got No – 1:15

1-19 : Album original

20-25 : Hectic EP

26-27 : Compilation Turn It Around

## Membres
- Jesse Michaels - chant
- Lint - guitare, chant
- Matt McCall - basse, chant
- Dave Mello - batterie, voix

- Paul Bae - saxophone
- John Golden - remastering
- Kevin Army - engineer, producer, remastering, mixing
- Murray Bowles - photographe
- Vivian Saykes - photographe